# Richard Hempel (Geodät)
Richard Hempel (* 4. Mai 1857 in Woxfelde im Landkreis Oststernberg; † 19. Dezember 1930 in Kassel; vollständiger Name: Karl August Richard Hempel) war ein deutscher Geodät.

## Leben
Geboren als Sohn eines Mühlenbesitzers in Woxfelde besuchte Richard Hempel die lateinische Privatschule in Sonnenburg und das Realgymnasium in Frankfurt an der Oder, das er Ostern 1878 verließ, um beim Katasteramt Meseritz als Feldmesser-Eleve einzutreten. Die Feldmesserprüfung bestand er im Mai 1881. Von 1881 bis 1884 war er als Feldmesser bei der Königlichen Eisenbahndirektion Bromberg tätig. Im Sommersemester 1885 ging er zum Studium der Kulturtechnik an die Landwirtschaftliche Hochschule Berlin. Im gleichen Semester schloss er sich dem Geodätisch-kulturtechnischen Verein Kette, dem späteren RSC-Corps Saxonia-Berlin an. Im März 1886 bestand er die staatliche akademische Prüfung für Kulturtechnik. Er wurde 1895 Mitglied der Berliner Freimaurerloge Zur Beständigkeit.
Direkt nach Abschluss des Studiums trat er im April 1886 in den Staatsdienst bei der Königlichen Generalkommission, der späteren Landeskulturbehörde, in Hannover mit Stellungen im geodätisch technischen Büro und im Außendienst bei der Spezialkommission in Hildesheim. Im April 1891 wurde er etatmäßig angestellt und im Mai 1895 zum Oberlandmesser befördert und zum Abteilungsvorsteher in Hannover ernannt. 1903 wurde er zum vermessungstechnischen Dezernenten der Generalkommission Hannover versetzt und drei Jahre später zum Ökonomierat ernannt. 1912 wurde er als Regierungs- und Vermessungsrat zur Generalkommission Kassel versetzt. 1916 wurde er zum Landesökonomierat ernannt. In dieser Position wurde er nach Erreichen der Altersgrenze 1922 pensioniert.
Richard Hempel war der Verfasser zahlreicher fachwissenschaftlicher Schriften im Bereich der Geodäsie, die in der Zeitschrift für Vermessungswesen publiziert wurden, sowie einiger Schriften zum Schutze der heimatlichen Natur, dem sein besonderes Interesse und Engagement galt. 1926 ließ er den Verein für Heimatschutz in Kurhessen wiederaufleben, zu dessen Zweiten Vorsitzenden er gewählt wurde. Die Direktion der staatlichen Stelle für Naturdenkmalspflege in Preußen würdigte ihn in ihrem Nachruf als einen ihrer wertvollsten Mitarbeiter und veranlasste nach seinem Tode die Herausgabe seiner noch nicht veröffentlichten Arbeiten.

## Auszeichnungen
- Richard Hempel wurde für seine Verdienste um das Vermessungswesen am 16. Januar 1910 mit dem Roten Adlerorden 4. Klasse ausgezeichnet.

## Schriften
- Teiche und Thalsperren bei Verkoppelungen (Separationen, Consolidationen). In: Zeitschrift für Vermessungswesen, 18. Jahrgang, 1889, S. 281–285
- Die Verkoppelungen in Bezug auf die Überschwemmungsgefahren. In: Zeitschrift für Vermessungswesen, 20. Jahrgang, 1891, S. 33–37
- Hochwassergefabren und ihre Bekämpfung durch Sammelreservoire (eine Reform unserer Wasserwirthschaft). In: Zeitschrift für Vermessungswesen, 27. Jahrgang, 1898, S. 44–54
- Heimatschönheit und Bodenkultur, 1914
- Kartung und Berechnung der Schätzung im Zusammenlegungsverfahren unmittelbar auf den umgedruckten Schätzungsrissen. In: Zeitschrift für Vermessungswesen, 45. Jahrgang, 1916, S. 22–30.
- Ist die Verdeutschung der Fachsprache zeitgemäß und eine Stilverbesserung nötig? In: Zeitschrift für Vermessungswesen, 45. Jahrgang 1916, S. 89–99.
- Naturschutz und Landwirtschaft, 1928
- Der Wiederaufbau der hiesigen Wasserwirtschaft (Denkschrift an den Reichswirtschaftsminister)
- Abhandlungen in der Festschrift zum 25-jährigen Bestehen des Deutschen Bundes Heimatschutz, 1929